# Ein HaHoresh
Ein HaHoresh (in ebraico עֵין הַחוֹרֵשׁ‎?, letteralmente "l'aratro della sorgente [l'aratore della fontana]") è un kibbutz nell'Israele centrale. Situato a nord di Netanya, rientra nella giurisdizione del consiglio regionale di Emek Hefer. Nel 2017, aveva una popolazione di 785 abitanti.

## Storia
Fu fondato nel novembre 1931 da membri dell'Hashomer Hatzair dall'Europa orientale che rivendicarono la terra. Fu uno dei primi insediamenti nella parte settentrionale di Emek Hefer. Il kibbutz fu isolato e occupato dall'Esercito britannico nel dicembre 1945 in relazione alla lotta per l'immigrazione libera. Fu isolato e occupato nuovamente dai britannici nel giugno 1946 insieme al suo vicino Givat Haim. Come parte dello sforzo bellico, il kibbutz ha intensificato la sua produzione alimentare. Nel 1947 il kibbutz aveva una popolazione di 450 abitanti.